# یواس‌اس تینجی (دی‌دی-۵۳۹)
یواس‌اس تینجی (دی‌دی-۵۳۹) (به انگلیسی: USS Tingey (DD-539)) یک کشتی بود که طول آن ۱۱۴٫۷ متر (۳۷۶ فوت) بود. این کشتی در سال ۱۹۴۳ ساخته شد.